# Baile na hAbhann
Baile na hAbhann ("assentament en el riu", en anglès Ballynahown) és una ciutat d'Irlanda, a la Gaeltacht del comtat de Galway, a la província de Connacht. Es troba a 31 kilòmetres de Galway, a la carretera regional R336 entre Indreabhán i Casla.
Hi ha la seu general de l'emissora de televisió en irlandès TG4.
Es troba enmig de la ruta del Bus Éireann 424 Arxivat 2012-10-25 a Wayback Machine. cap a Galway.